# 白額高腳蛛
白額高腳蛛（學名：Heteropoda venatoria），又稱狩獵巨蟹蛛或白額巨蟹蛛，廣東話稱為蠄蟧，臺語稱為蟧蜈（白話字：lâ-giâ，或作，或以中文音譯寫作喇牙、旯犽），亦有異名岷山巨蟹蛛、石門巨蟹蛛、鱗片巨蟹蛛、彭氏中遁蛛等，是巨蟹蛛科巨蟹蛛属的一種大型蜘蛛，原生於全球的熱帶地區，近代又因人為活動擴張至部分副熱帶地區，為全球分布最廣的高腳蛛科動物。常栖息于室内、外墙壁。该物种的模式产地可能在溫暖的美洲地區。是大型的室內蜘蛛，必要時會吐絲但不結網，是家居昆蟲蟑螂的主要天敵。

## 亚种和分布
白額高腳蛛廣泛分布於全球熱帶及副熱帶地區，包括亞洲、馬斯克林群島以及加勒比海周圍地區。在中國大陸主要存于东南沿海地区。
- 狩猎巨蟹蛛華東亞種（学名：Heteropoda venatoria chinesica），Strand于1907年命名。在中国分布于长江下游等地，一般生活于室内、外墙壁。该物种的模式产地在长江下游。[2][3]
- 狩猎巨蟹蛛日本亞種（学名：Heteropoda venatoria japonica），Strand于1907年命名，常生活于室内、外墙壁。该物种的模式产地在日本。[4][5]
- 狩猎巨蟹蛛東南亞種（学名：Heteropoda venatoria maculipes），Strand于1907年命名。在中国分布于广州等地，多生活于室内、外墙壁。该物种的模式产地在广州。[6][7]

## 称法

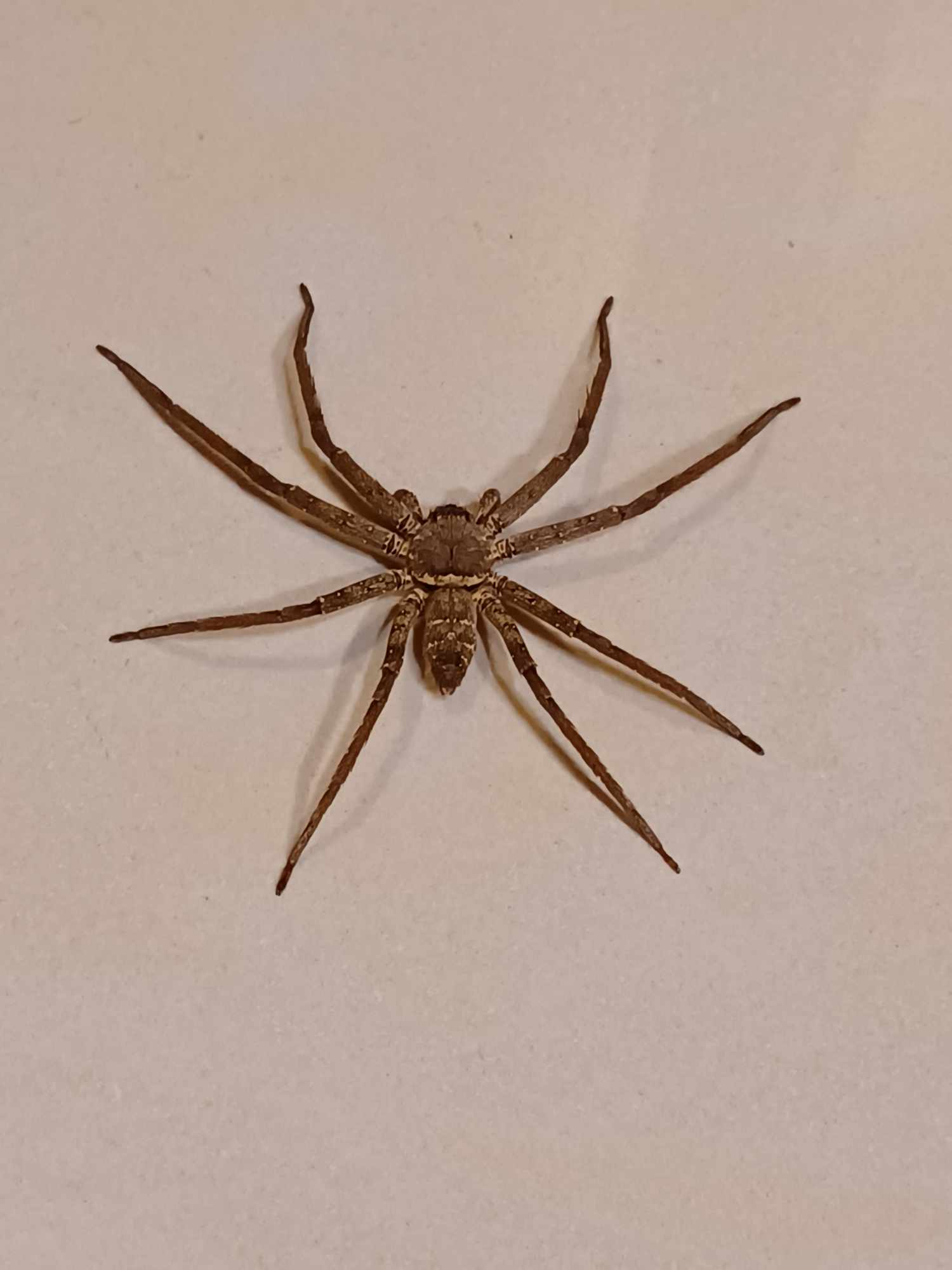
白額高腳蛛（雌體）

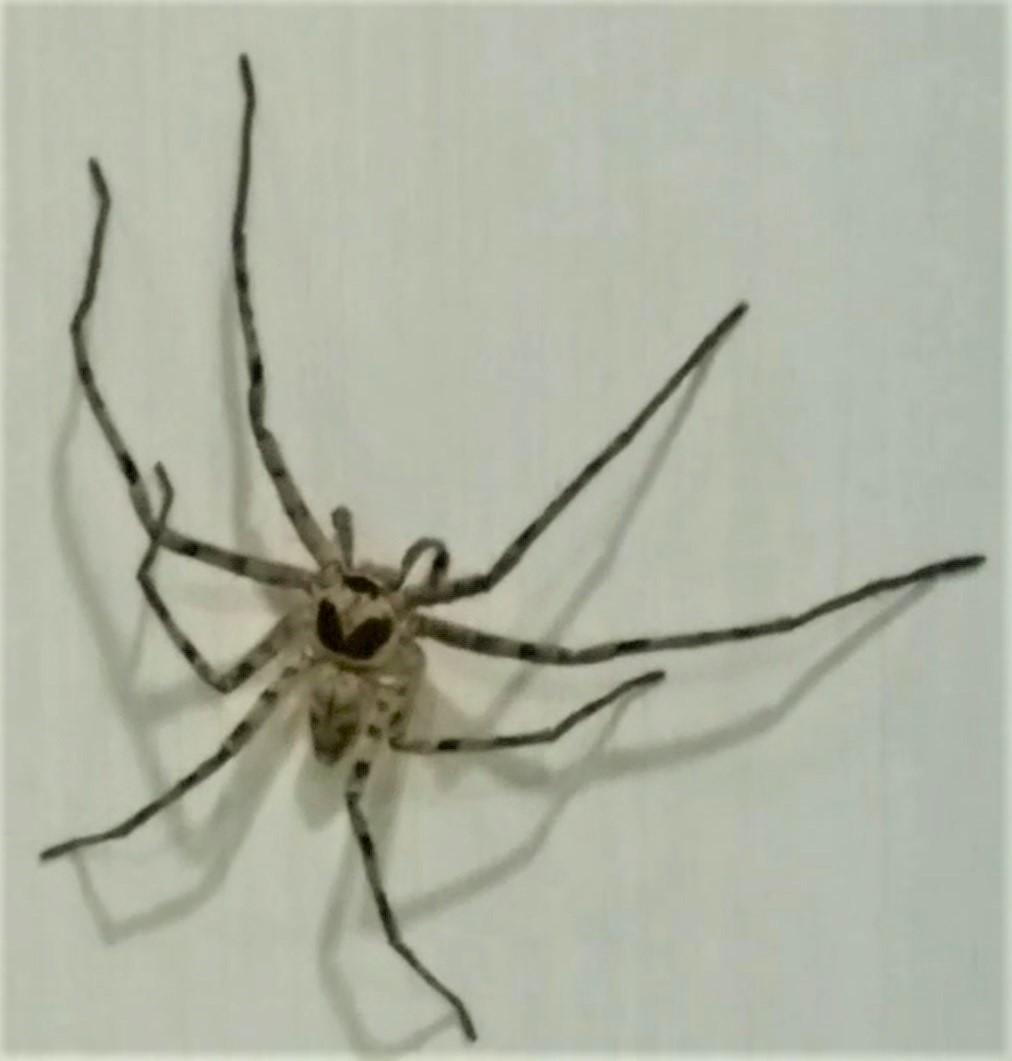
白額高腳蛛（雄體）

臺語稱之為「蟧蜈」（白話字：lâ-giâ）。台灣人也常常用華語音近漢字寫做「喇牙、旯犽」。而廣東人則稱之為蠄蟧，此字可能源自侗台语系。

## 習性
白額高腳蛛形状较扁，这使得它能够钻入小的缝隙里，喜歡陰暗處。白额高脚蛛體長約20mm～30mm，全長（包括腳）約100mm～130mm，張開腳時約有CD的大小，在台灣是最大型的室內棲息蜘蛛；頭胸部前後緣各有一條黃白色橫帶；為夜行性動物，捕捉蟑螂或飛行的昆蟲。
繁殖季節時，母蛛會將卵以絲包裹住，再掛在腹部上拖行，隨時照看。
白額高腳蛛是毒性相當弱的蜘蛛，人类被咬之后只會疼痛而無生命危險。。白額高腳蛛在热带地区被认为具有价值，因为它主要以捕食蟑螂、蒼蠅、蛾等昆蟲維生，可以消灭家中的害虫；食量不大，捕食體型較大的美洲蟑螂後可撐一週不必進食。也有人在網路上發佈影片，發現白額高腳蛛也會捕食老鼠。
白額高腳蛛會吐絲但不會結網，沒有定點居住的習性，所以當蟑螂等家庭害蟲都被吃光時，失去食物來源的白額高腳蛛便會離去。但一般而言，家裡的蟑螂根本吃不完，故白額高腳蛛很少會離去，甚至還會在家裡繁殖。

## 民間傳說勘誤
廣東有一個民間傳聞為「蠄蟧瀨尿」。從前的人說，要是臉上無故出現傷口，便是因為沾到蠄蟧的尿液，或蠄蟧在趁著人睡覺時在臉上撒尿，使「蠄蟧瀨尿」的傳說愈描愈恐怖。或許因為這些傳言及傳聞，令人更加害怕蜘蛛。
民間傳說接觸白額高腳蛛的尿液可能造成皮膚（尤其是嘴角）潰爛，多視為害蟲而人人避之唯恐不及。
与民间传说相反，台湾的國立自然科學博物館研究员赵世民写道，根据生物学，蜘蛛是不会沥尿的；他认为，嘴角的潰爛是由具有傳染性的疱疹一型病毒所引起的唇瘡。而傳說會讓皮膚潰爛的其實是隱翅蟲的體液，當這蟲子在人的身上爬時，人會因搔癢難耐而徒手打，這時蟲體內的體液便會因身體破裂而流出造成過敏。

## 其他
除了民間傳說外，白額高腳蛛的外型和高速移動的習性也會讓很多害怕蜘蛛的人看到起雞皮疙瘩，因而會遭到部份人類不理性的攻擊，國立自然科學博物館研究員趙世民先生表示白額高腳蛛對人類算是益蟲，應該要理性對待白額高腳蛛的存在。可以利用看到人類會立刻躲藏的性格，簡單讓牠逃跑至陰暗處即可。